# 万星食品
万星食品 (まんせいしょくひん）は、千葉県松戸市にある食品会社。

## 概要
1967年12月に佐藤清が松戸総合卸売市場内に精肉店を開店したのが始まり。当初は一般客・業者向けに食肉等を販売していたが、1968年に法人化してからは総合食品加工会社へと変遷していった。平成期に入ってからは小売店舗・食堂事業を拡充し、ショッピングセンター内等の出店にも注力している。

## 沿革
- 1967年12月 松戸市総合卸売市場に精肉卸店開店
- 1968年 有限会社万清設立
- 1971年3月 万清食品株式会社設立
- 1971年 柏市公設卸売市場に精肉卸売店開店
- 1976年 万星食品株式会社に社名変更
- 1981年 野田工業団地に冷凍食品工場開設
- 2000年 本社・惣菜工場を現在地に移転
- 2000年「生鮮館」を開店
- 2007年「市場食堂」を開店[1]

## 事業所・店舗
- 本社工場 本社に併設
- ミートインジェクション工場 〒270-2241 千葉県松戸市松戸新田24-26
- 野田工場 〒278-0015 千葉県野田市西三ヶ尾87-10 野田工業団地内
- 松戸店 〒270-2241 千葉県松戸市松戸新田30 松戸市綜合卸売市場内
- 柏店 〒277-0871 千葉県柏市若柴69-1 柏市場総合卸協同組合内